# Aeroplanitaliani
Gli Aeroplanitaliani sono un gruppo musicale italiano pop-rock proveniente da Vercelli.

## Storia
Già nel 1986, un prototipo del gruppo cominciò a lavorare alla possibilità di trovare sinergie compositive tra il rap e la canzone pop italiana, per poi costituirsi come Aeroplanitaliani nel 1991 a Vercelli. I principali artefici del progetto furono Alessio Bertallot che si era già cimentato nel giornalismo e nel teatro, e dall'ex Indigesti Roberto Vernetti, poi produttore musicale e autore. A loro si unì un ensemble composto da tre bolognesi di area rock, jazz e dance: Riccardo Rinaldi alle tastiere, Frank Nemola alla tromba che precedentemente era stato membro dei Band Aid, e Viviana Sernagiotto alla voce.
Nello stesso anno gli Aeroplanitaliani vinsero il concorso musicale Indipendenti '91 organizzato dalla rivista FareMusica, per poi partecipare, prima ad Arezzo Wave '92 e poi al Festival di Sanremo 1992, dove rimasero 25 secondi in silenzio durante l'esecuzione del brano Zitti zitti (Il silenzio è d'oro), con cui vinsero il Premio della critica.
All'apparizione a Sanremo seguì l'album Stile libero pubblicato dalla Sugar Music e poi 13 anni di silenzio, durante i quali i tre componenti del gruppo intrapresero percorsi artistici separati.
Il gruppo ritornò sulle scene nel 2005 con l'album Sei felice?, in cui vennero inserite varie rivisitazioni di brani d'autore, oltre ad alcuni inediti.
Nel 2007 uscì il loro terzo album Tuttoattaccato preceduto dal singolo Bella, che ottenne un discreto successo radiofonico.

## Membri
- Alessio Bertallot (Aosta, 23 novembre 1962): voce
- Riccardo Rinaldi (Bologna, 30 novembre 1963): tastiere
- Roberto Vernetti (Casale Monferrato, 25 luglio 1965): chitarre
- Frank Nemola (Lecce, 20 luglio 1957): tromba
- Elvin Betti (Torino, 1966): batteria
- Goffredo Bagnoli detto "Picchio" (Bologna, 17 gennaio 1963): basso
- Viviana Sernagiotto (Bologna, 29 giugno 1964): voce

## Discografia

### Album
- 1992 - Stile libero
- 2005 - Sei felice?
- 2007 - Tuttoattaccato (raccolta)

### Singoli - EP
- 1991 - Zitti zitti (12")
- 1992 - Quindici amandoci (12" e CD Maxi-Single)
- 1993 - Piccoli pericoli (12")
- 1993 - Culto Cult Kultus Culte (CD singolo)
- 2004 - Canzone d'amore (singolo, promo)
- 2007 - Bella (singolo, promo)
- 2007 - Perdermi in te (singolo, promo)